# 3730 Hurban
3730 Hurban è un asteroide della fascia principale del diametro medio di circa 26,38 km. Scoperto nel 1983, presenta un'orbita caratterizzata da un semiasse maggiore pari a 2,7241364 UA e da un'eccentricità di 0,1642692, inclinata di 6,96266° rispetto all'eclittica.
Prende nome dallo scrittore slovacco Jozef Miloslav Hurban.